# B-52 (chupito)

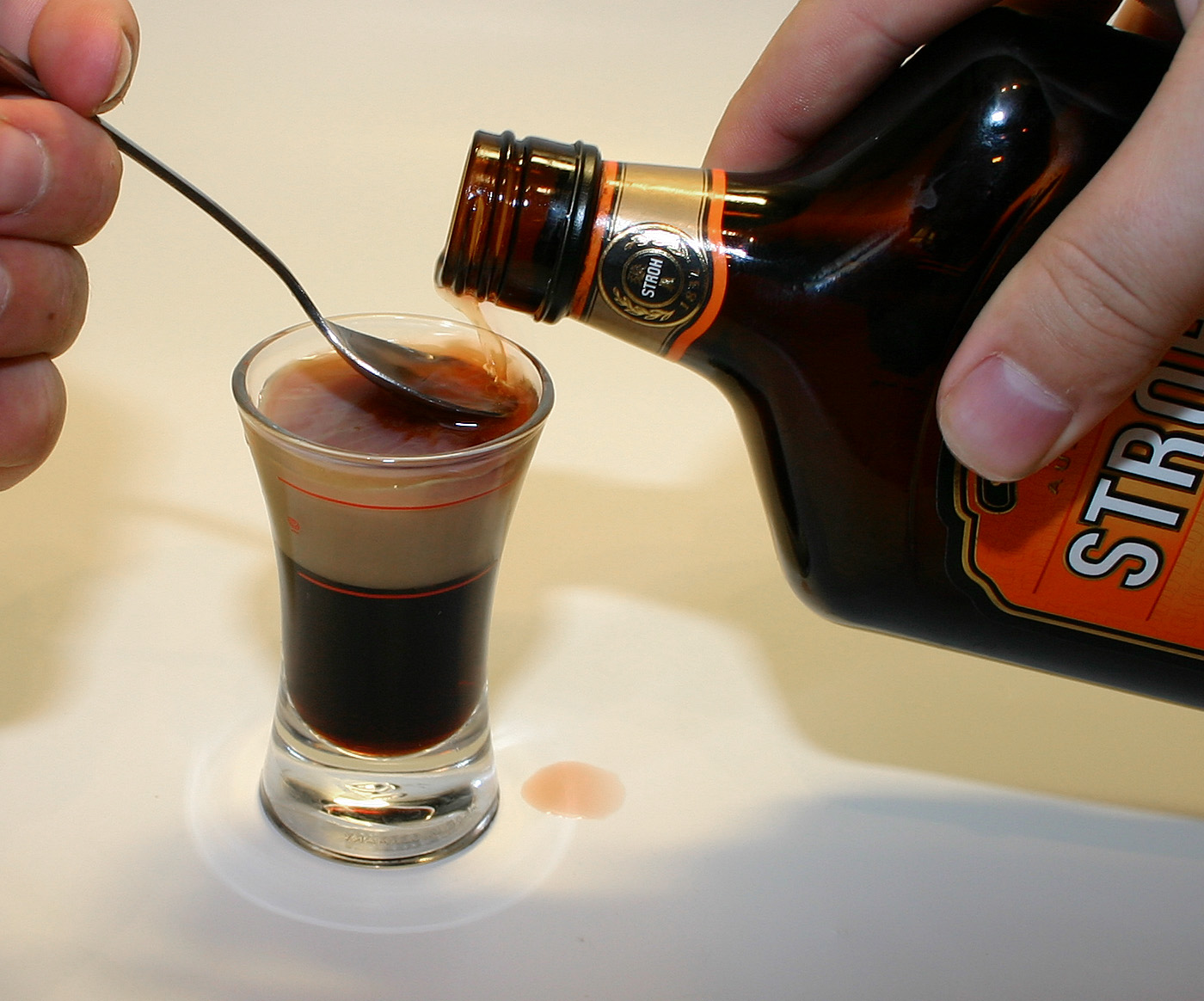
Elaboración de un B-52 con ayuda de una cucharilla. En este caso, se está usando la cucharilla boca arriba.

El B-52 es un chupito tipo pousse-café formado por tres capas: la más densa es un licor de café como el Kahlúa, la capa intermedia es una crema irlandesa como el Bailey's y la capa superior es Grand Marnier, un destilado de naranja con coñac, y reemplazable por un triple seco como el Cointreau, que también es un destilado de naranja pero sin coñac. Cuando se preparan adecuadamente, los ingredientes se separan en tres capas claramente visibles. Para ello se recomienda el uso de una cucharilla.

## Historia
Los orígenes del B-52 no están bien documentados, pero una afirmación es que el B-52 fue inventado por Peter Fich, jefe de camareros en el Hotel Banff Springs en Banff, Canadá. Fich nombró todas sus nuevas bebidas por bandas, álbumes y canciones favoritas, y nombró la bebida por la banda del mismo nombre, los B-52's que a su vez tomaron su nombre del bombardero estadounidense B-52 Stratofortress. En castellano, se pronuncia «be cincuenta y dos», y en inglés, be fifty-two (/bi.fɪfti.'tu/), frecuentemente abreviado a Bifi o Bifty.
Uno de los clientes que probó el B-52 poseía varios restaurantes en Alberta y le gustó tanto la bebida que la incluyó en su menú. Ello condujo al error de pensar que el B-52 se hubo originado en la grillería Keg Steakhouse en Calgary, Alberta en 1977.  También se dice que el B-52 fue creado por Adam Honigman, un bartender del conocido restaurante neoyorquino Maxwell's Plum.

### Variaciones
La popularidad generalizada del B-52 ha resultado en muchas variaciones, cada una de las cuales tiene un nombre ligeramente diferente al original. En conjunto, las bebidas se conocen como «la serie B-50» de cócteles en capas.
La bebida se convirtió en un favorito del norte de Londres a finales de 2009 cuando el delantero del Arsenal Nicklas Bendtner cambió su número de camiseta de 26 a 52, ganándose el apodo de B52.

## Preparaciones
Hay máquinas especiales que pueden preparar un B-52 (u otros cócteles de varias capas) en solo unos segundos.  Sin embargo, un camarero experimentado generalmente se basa en la preparación tradicional hecha a mano. Este método de preparación se llama building («construcción»), ya que en lugar de mezclarse o agitarse, las bebidas del B-52 se «construyen» una sobre otra.
Los B-52 generalmente se sirven en un vaso de chupito o en una copa jerezana, aunque se requiere un vaso resistente al calor cuando se sirve un «B-52 flameado». Primero, se vierte en el vaso un licor de café, como Tía María o Kahlúa. A continuación, se vierte muy lentamente la crema irlandesa Bailey's sobre el dorso de una cuchara de bar fría, evitando perturbar la capa inferior a medida que se vierte el segundo licor encima. Con igual cuidado, se vierte sobre la crema irlandesa el Grand Marnier, también con la cuchara de bar.
La bebida a veces se hace con una coctelera y se sirve en una copa de cóctel, aunque esto es menos común.

## B-52 flameado
Para elaborar un B-52 flameado o B-52 en llamas (flaming B-52), la capa superior se enciende, produciendo una llama azul. Llenar el vaso hasta la parte superior reduce la cantidad de vidrio expuesto a las llamas, lo que hace que sea menos probable que se rompa, pero es más fácil de derramar la bebida. Es recomendable dejar el B-52 flameando sobre la barra y beberlo con una caña. Una vez encendido, la bebida debe terminarse rápidamente para evitar sobrecalentar el vidrio y quemar la paja, de preferencia ignífuga, como una de metal . Las precauciones de seguridad siempre deben usarse teniendo en cuenta tanto el fuego como los cristales rotos.
El triple seco a temperatura ambiente no se encenderá fácilmente, por lo que debe calentarse de antemano o cubrirse con una pequeña capa de ron resistente (con 65–85º) como el Bacardi 151 o el Stroh 160.

## Variantes
- B-51, un B-52 con licor de avellana Frangelico en lugar de Triple Sec.
- B-52 con Bomb Bay Doors, un B-52 con una cuarta capa de ginebra Bombay.
- B-52 en el desierto (B-52 in the Desert), o un B-52 con un artillero mexicano (B-52 with a Mexican Tailgunner), un B-52 con tequila en lugar de la crema irlandesa.
- B-52 con carga completa (B-52 with a Full Payload), un B-52 con una cuarta capa de Frangelico y una quinta capa de ron Bacardi 151 y flameado.
- B-53, un B-52 con sambuca  en lugar de crema irlandesa.
- B-54, un B-52 con licor de almendras Amaretto en lugar de Grand Marnier.
- B-55, un B-52 con absenta en lugar de Grand Marnier, también conocido como B-52 Gunship.
- B-57, un B-52 con schnapps de menta en lugar de crema irlandesa.
- B-156, un B-52 pero tres veces más grande, en un vaso Old Fashioned.